# Coppa del Mondo di media distanza
La Coppa del Mondo di media distanza di sci di fondo è stato un trofeo assegnato dalla Federazione Internazionale Sci nella sola stagione 1999-2000.
La classifica fu stilata tenendo conto solo dei risultati delle gare di media distanza disputate nel circuito della Coppa del Mondo di sci di fondo; alla fine della stagione lo sciatore e la sciatrice con il punteggio complessivo più alto vinse la Coppa del Mondo di specialità. Il trofeo consegnato al vincitore fu una sfera di cristallo, che rappresentava il mondo, su un piedistallo. Aveva la stessa forma, ma con dimensioni più piccole, del trofeo spettante ai vincitori della Coppa del Mondo di sci di fondo.

## Risultati
Risultati stagionali:

### Uomini
| Stagione | Vincitore                  | Secondo                  | Terzo                  |
| -------- | -------------------------- | ------------------------ | ---------------------- |
| 2000     | Jari Isometsä ( Finlandia) | Johann Mühlegg ( Spagna) | Per Elofsson ( Svezia) |

### Donne
| Stagione | Vincitrice                      | Seconda                     | Terza                     |
| -------- | ------------------------------- | --------------------------- | ------------------------- |
| 2000     | Kristina Šmigun-Vähi ( Estonia) | Stefania Belmondo ( Italia) | Larisa Lazutina ( Russia) |